# Henry Wilbraham
Pour les articles homonymes, voir Wilbraham.
Henry Wilbraham (25 juillet 1825 - 13 février 1883) est un mathématicien britannique. 
Il est connu pour avoir découvert et expliqué le phénomène de Gibbs près de cinquante ans avant J. Willard Gibbs. Gibbs et Maxime Bôcher, ainsi que presque tout le monde, ignoraient l'article de Wilbraham sur le phénomène de Gibbs.

## Biographie
Henry Wilbraham est né de George et Lady Anne Wilbraham à Delamere dans le comté de Cheshire. Sa famille est privilégiée, avec son père parlementaire et sa mère la fille du comte Fortescue. Il fréquente l'école Harrow School avant d'être admis au collège Trinity College de Cambridge à l'âge de 16 ans. Il obtient une licence (BA) en 1846 et l'équivalent anglais d'un DEA (MA) en 1849 de Cambridge. À l'âge de 22 ans, il publie son article sur le phénomène de Gibbs. Il reste à Trinity en tant que sociétaire (Fellow) jusqu'en 1856. En 1864, il épouse Mary Jane Marriott et, ensemble, ils ont sept enfants. Dans les dernières années de sa vie, il est le greffier de district de la Cour de la Chancellerie de Manchester.